# European Investment Fund
Европейский инвестиционный фонд ( ЕИФ ), созданный в 1994 году, является финансовым учреждением для предоставления финансирования МСП (малыми и средними предприятиями) со штаб-квартирой в Люксембурге . Входит в группу Европейского инвестиционного банка .
Он не ссужает деньги МСП напрямую; скорее он предоставляет финансирование через частные банки и фонды. Его основные операции связаны с венчурным капиталом и гарантированием кредитов. Его акционеры: Европейский инвестиционный банк (62%); Европейский союз в лице Европейской комиссии (29%); и 30 частных финансовых учреждений ЕС (9%). 
Группа Европейского инвестиционного банка может помочь развитию более широкой творческой, зеленой экосистемы через Европейский инвестиционный фонд: фонды венчурного капитала, передача технологий, перспективы бизнеса и частный капитал (инфраструктурные фонды) в целом.  
С 2015 года Гарантийный инструмент EaSI (Программа ЕС в области занятости и социальных инноваций), управляемый Европейским инвестиционным фондом, предоставил гарантии на сумму более 280 миллионов евро по всей Европе и, как ожидается, предоставит финансирование на сумму более 3 миллиардов евро для микропредприятий и социальные предприятия . В ближайшие годы EIF намерено продолжать оказывать помощь этим типам конечных бенефициаров в областях, на которые сильно повлиял переход к низкоуглеродной экономике . 

## Чем занимается фонд?
ЕИФ предоставляет рисковый капитал малым и средним предприятиям (МСП), и в частности стартапам и компаниям, ориентированным на технологии. Он также предоставляет гарантии финансовым учреждениям (таким как банки) для покрытия их кредитов МСП.
ЕИФ не является кредитным учреждением: он не предоставляет кредиты или субсидии компаниям и не инвестирует напрямую в компании. С другой стороны, он работает через банки и другие финансовые учреждения-посредники. При этом он использует свои собственные ресурсы или средства, выделенные ЕИБ или Европейским союзом.
Фонд действует в государствах: членах Европейского Союза, а также в Турции, Исландии, Лихтенштейне и Норвегии

## История
ЕИФ был создан в 1994 году тремя акционерами: Европейским инвестиционным банком (ЕИБ), Европейской комиссией и различными европейскими финансовыми органами.
В 2000 году его устав был пересмотрен, и основным акционером стал ЕИБ.

## Состав и функционирование
Функционирование ЕИФ основано на партнерстве между Европейским инвестиционным банком, Европейской комиссией и финансовыми учреждениями в различных государствах-членах Европейского Союза.
Он состоит из :
- общего собрания акционеров;
- финансового комитета ;
- наблюдательного совета;

## Управление
Европейский инвестиционный фонд управляется четырьмя органами власти:
- генеральный директор (с января 2020 года, Ален Годар), назначенный с пятилетним сроком полномочий, возобновляемый;
- руководящий комитет, состоящий из семи членов, назначенных Ассамблеей с двухлетним мандатом, возобновляемым;
- комитет по аудиту;
- ежегодное общее собрание.

Генеральный директор отвечает за ежедневное управление фондом. Он относится к руководящему комитету, который, состоящий из членов, назначенных тремя группами акционеров, собирается 10-12 раз в год. Акционеры ЕИФ собираются один раз в год в генеральной Ассамблее, в частности, для утверждения бюджета и аудит осуществляется со стороны комитета по Аудиту. Акционеры также иногда собираются для информационных сессий в течение года. Роль комитета по Аудиту, в конечном счете, это проверить, что операции европейского Фонда для инвестиций, они были проведены в соответствии с процедурами, предусмотренными в его уставе и что бухгалтерские документы были составлены так правдиво и правильно.

## Акционеры
Фонд, обладает собственной правосубъектностью, представляет собой государственно-частное партнерство с трехсторонней базой акционеров: Европейский инвестиционный банк был мажоритарным акционером с 62% с 2000 года. Евросоюз через Комиссию владеет 29% акций, но в 2007 году было установлено, что этот процент будет постепенно повышаться до 30%. Остальные 9% принадлежат 30 европейским банкам и финансовым учреждениям из стран-членов ЕС и Турции. Капитал фонда составляет 3 миллиарда евро, разделенных на 3000 акций, 60 из которых созданы, но еще не выпущены. Они послужат доведению доли ЕС до 30%.

## Цель и инструменты
Фонд ставит перед собой цель внедрить европейскую политику в области предпринимательства, технологий, инноваций и регионального развития. Эта задача выполняется по существу путем предоставления гарантий или вмешательства непосредственно в капитал предприятий. Чтобы сделать это, ЕИФ может рассчитывать на финансовый вклад около 18 миллиардов евро, исходя как из собственных ресурсов, либо из ресурсов, переданных от европейского инвестиционного банка (ЕИБ) и европейского союза (ЕС), в первую очередь, но и от государств-членов или от сторонних производителей.
Тем не менее, точно так же, как частный инвестиционный фонд, ЕИФ обязан генерировать соответствующую доходность для своих акционеров.
При его финансировании фонд работает по всей цепочке создания стоимости предприятия. В частности, он работает через:
- Фондовые инструменты, с венчурными инвестициями, мезонинными фондами, инкубаторами и технологическими переводами.
- Гарантии и инструменты поддержки активации кредита, с секьюритизацией и предоставлением гарантий и контр-гарантий для микро-кредитных портфелей, кредитов и лизинга МСП перед банками, лизинговыми компаниями и другими финансовыми учреждениями, с целью повышения их кредитных возможностей и доступности и условий кредитования малого и среднего бизнеса.

ЕИФ может работать в государствах-членах Европейского Союза, а также в странах-кандидатах и странах ЕАСТ (Исландия, Лихтенштейн, Норвегия и Швейцария).

## Область применения
Действие ЕИФ распространяется на 27 стран-членов Европейского Союза, Турцию и три страны, входящие в Европейскую ассоциацию свободной торговли (Норвегия, Исландия, Лихтенштейн).
Он действует в основном для поддержки МСП в промышленном и торговом секторах.

## Смотрите также
- Учреждения Европейского Союза
- Европейский Центральный Банк
- Европейский Союз
- Европейский Банк Реконструкции и Развития
- Европейский Фонд Финансовой Стабильности
- Европейский Инвестиционный Банк